# Włodzimierz Dobrowolski (1872–1937)
Włodzimierz Feliks Dobrowolski (ur. 14 stycznia 1872 w Suwałkach, zm. 1 marca 1937 w Warszawie) – polski inżynier elektrotechnik, urzędnik ministerialny w II Rzeczypospolitej.

## Życiorys
Urodził się 14 stycznia 1872 w Suwałkach. Po odzyskaniu przez Polskę niepodległości został urzędnikiem w służbie państwowej. Pełnił stanowisko podsekretarza stanu w Ministerstwie Przemysłu i Handlu. W lipcu 1922 został przedstawiony jako kandydat na ministra poczt i telegrafów przez wyznaczonego na premiera Wojciecha Korfantego, którego gabinet ostatecznie nie powstał (został sformowany następnie rząd Juliana Nowaka). W 1923 Włodzimierz Dobrowolski został wyznaczony przez prezydenta RP Stanisława Wojciechowskiego na pełnomocnika strony polskiej do pracy nad Konwencją Pocztowo-Telegraficzną między Rzecząpospolitą a Rosyjską Socjalistyczną Federacyjną Republiką Rad, Ukraińską Socjalistyczną Republiką Rad i Białoruską Socjalistyczną Republiką Rad. Pełnił funkcję podsekretarza stanu w Ministerstwie Poczt i Telegrafów.
W 1936 był prezesem Stowarzyszenia Techników Polskich.
Był mężem Marii z Żelechowskich (1872–1934), z którą miał córki: Zofię (1899–1993), dra medycyny i Anielę (1901–1954), polonistkę.
Zmarł 1 marca 1937 w Warszawie. Pochowany 4 marca 1937 na cmentarzu Powązkowskim w Warszawie (kwatera Pod Murem Tatarskiej V-1-75).

## Ordery i odznaczenia
- Krzyż Komandorski z Gwiazdą Orderu Odrodzenia Polski (10 listopada 1928)[6]
- Krzyż Komandorski Orderu Odrodzenia Polski (2 maja 1923)[10][11]